# 926

## Събития
- Коронясване на цар Симеон Велики